# Vjatskie Poljany
Viatskie Poljany in russo Вятские Поляны?, (traslitterata anche come Viatskiye Polyany) è una cittadina della Russia europea nordorientale, nell'Oblast' di Kirov; è situata sul fiume Vjatka 350 km a sudest del capoluogo Kirov ed è il capoluogo amministrativo del distretto omonimo.
Fondata nell'anno 1596, venne raggiunta dalla ferrovia Mosca-Ekaterinburg nel 1915; lo status di città è invece del 1942.
La città è servita da un aeroporto; è inoltre una fermata sulla linea ferroviaria Kazan'-Agryz.

## Società

### Evoluzione demografica
Fonte: mojgorod.ru
- 1939: 10.600
- 1959: 25.700
- 1989: 44.500
- 2002: 40.282
- 2006: 39.400